# Comuna Mareanivka, Mala Vîska
Mareanivka (în ucraineană Мар`янівка) este o comună în raionul Mala Vîska, regiunea Kirovohrad, Ucraina, formată din satele Kovalivka, Mareanivka (reședința), Matusivka, Oleksiivka, Pavlivka, Vîs și Zaricicea.

## Demografie
Componența lingvistică a comunei Mareanivka
     Ucraineană (94,91%)
     Rusă (2,95%)
     Alte limbi (1,32%)
Conform recensământului din 2001, majoritatea populației comunei Mareanivka era vorbitoare de ucraineană (94,91%), existând în minoritate și vorbitori de rusă (2,95%).